# María Silvia Esteve
María Silvia Esteve (Ciudad de Guatemala) es una directora, montadora y productora de cine argentina. Su primer largometraje documental Silvia tuvo su debut mundial durante la celebración del Festival Internacional de Cine Documental de Ámsterdam en 2018. En 2021 su cortometraje Criatura recibió el Pardino d’Oro otorgado al mejor cortometraje de autor en la 74.ª edición del Festival Internacional de Cine de Locarno. En 2022 su cortometraje The Spiral tuvo su première mundial en la 54.ª Quincena de Cineastas de Cannes.En 2024 presentó en Francia la instalación inmersiva CORTEX en la Casa Europea de la Fotografía (MEP). En 2025 fue seleccionada dentro del programa Berlinale Talents.

## Biografía
Esteve nació en Ciudad de Guatemala y creció entre Argentina, Chile y Bolivia. De formación musical desde su juventud, abandonó su vocación inicial como soprano lírica. Estudió Diseño de Imagen y Sonido en la Universidad de Buenos Aires, donde también fue docente de montaje, distribución y producción.

## Filmografía

### Directora

#### Largometrajes
| Año  | Título | País      | Notas             |
| ---- | ------ | --------- | ----------------- |
| 2018 | Silvia | Argentina |                   |
| 2025 | Mailin | Argentina | En postproducción |
| 2027 | Fauces | Argentina | En desarrollo     |

#### Cortometrajes
| Año  | Título            | País      | Notas |
| ---- | ----------------- | --------- | ----- |
| 2010 | Llegando al cielo | Argentina |       |
| 2021 | Criatura          | Argentina |       |
| 2022 | The Spiral        | Argentina |       |

## Premios y distinciones
| Año  | Premios                                                                                          | Categoría                                                          | Película          |
| ---- | ------------------------------------------------------------------------------------------------ | ------------------------------------------------------------------ | ----------------- |
| 2010 | Premio AEC - Asociación Española de Autores de Fotografía Cinematográfica, a la mejor fotografía | Semana de Cine Experimental de Madrid                              | Llegando al cielo |
| 2017 | Premio Colectivo Walla al mejor Work in Progress – Arché                                         | DocLisboa                                                          | Silvia            |
| 2018 | Premio Coral de Postproducción                                                                   | Festival Internacional del Nuevo Cine Latinoamericano de La Habana | Silvia            |
| 2021 | Pardino d’oro Swiss Life al mejor cortometraje de autor                                          | Festival Internacional de Cine de Locarno                          | Criatura          |
| 2022 | Premio a la innovación                                                                           | Landshut Short Film Festival                                       | Criatura          |
| 2022 | Mención honorífica de la Competición Experimentall                                               | Curtas Vila do Conde Film Festival                                 | The Spiral        |
| 2022 | Mención especial en la Competición Internacional de Cortometrajes                                | Festival Internacional de Cine de Bucarest                         | The Spiral        |
| 2022 | Ayuda a la producción y postproducción del IDFA Bertha Fund Classic                              | Festival Internacional de Cine Documental de Ámsterdam             | Mailin            |